# Середь (концентрационный лагерь)
Концлагерь в Середи (официальное название словац. Koncentračné stredisko Židov in Sereď) — трудовой лагерь, а позже концлагерь и транзитный лагерь, находившийся на территории города Середь в Словакии

## История

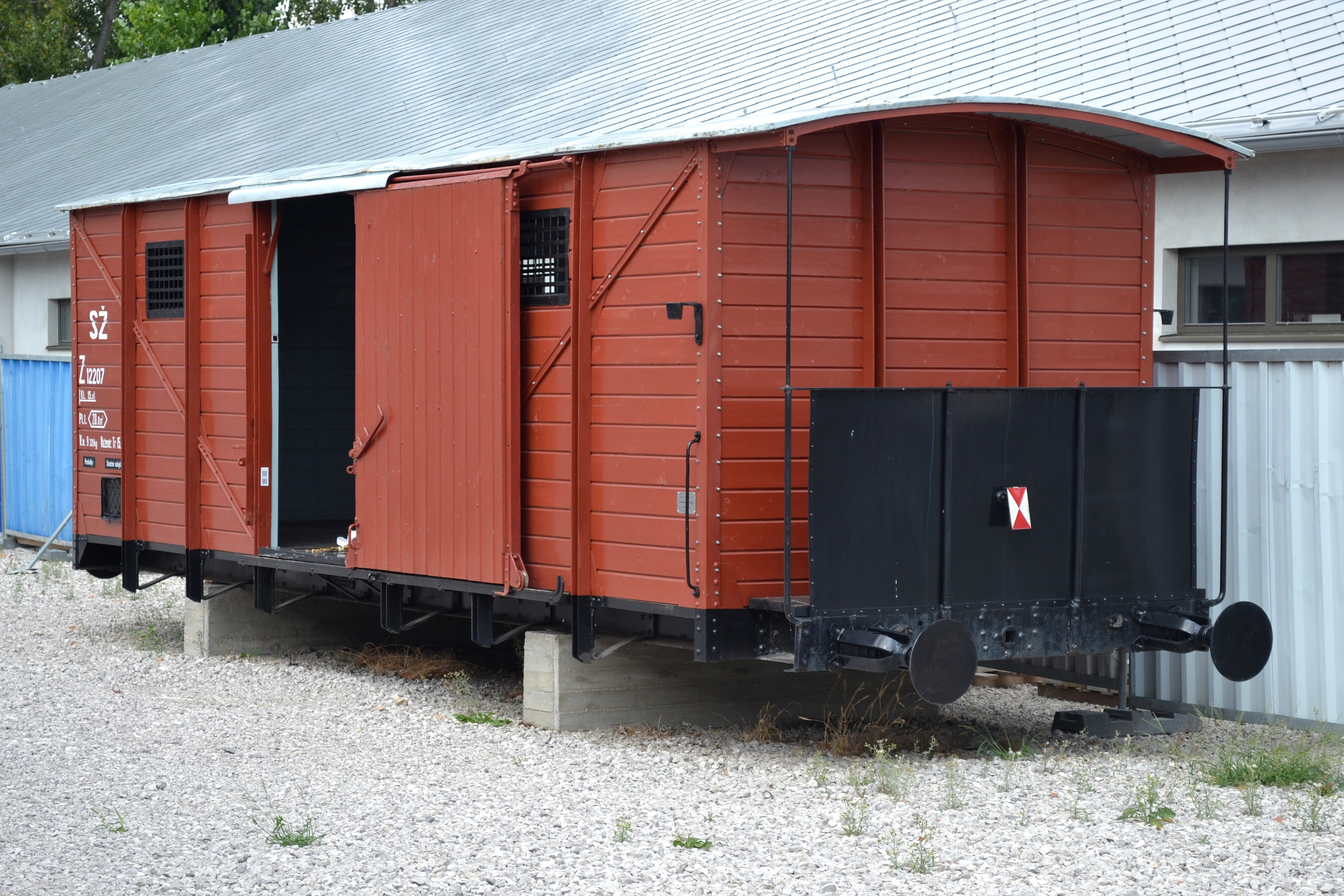
Крытый вагон, который использовался для депортации словацких евреев

Строительство лагеря было начато 18 сентября 1941 года, вскоре после подписания 9 сентября властями Словацкой Республики постановления № 198/1941, которое в 22-м параграфе обязывало евреев в возрасте от 16 до 60 лет нести трудовую повинность в трудовых лагерях. Лагерь был создан по приказу министра внутренних дел Словакии Александра Маха. Охрану несли члены Глинковой гвардии.
Вместе с лагерем в Середи, началось строительство схожих лагерей в нескольких других городах Словакии. С сентября 1941 по август 1944 года лагерь в Середи был трудовым, а всех нетрудоспособных евреев, попавших в него, позже на фургоне для скота отправляли в Освенцим. С сентября 1944 года лагерь стал концентрационным и в нём начали массово уничтожать оставшихся в живых евреев. В марте 1945 года лагерь был освобождён советским войсками.

## Музей на территории лагеря
В 1998 году в одном из помещений на территории лагеря был основан «Музей Холокоста в Середи». В марте 2020 года, по случаю 75-летия освобождения лагеря, музей был значительно расширен.